# Rotona
Rotona ist eine keltische Gottheit der Jagd und der Wälder. In der Interpretatio Romana wird sie zumeist mit Diana gleichgestellt, wie unter anderem auch Abnoba und Sirona. 